# Xã Le Claire, Quận Scott, Iowa
Xã Le Claire (tiếng Anh: Le Claire Township) là một xã thuộc quận Scott, tiểu bang Iowa, Hoa Kỳ. Năm 2010, dân số của xã này là 5.335 người.